# کورسل، ان
کورسل، ان (به فرانسوی: Corcelles) یک کمون در فرانسه است که در Canton of Brénod واقع شده‌است.

## خصوصیات
کورسل ۱۴٫۱۶ کیلومترمربع مساحت و ۲۲۳ نفر جمعیت دارد و ۸۳۰ متر بالاتر از سطح دریا واقع شده‌است.